# КУД „Абрашевић” Панчево
КУД "Абрашевић" Панчево јесте културно-уметничко друштво из Панчева.

## Историја КУД-а
Група „Слобода“ је основана 1919. године, она прераста у радничко уметничко друштво које је постојало до 1924. године. Потом је 30. маја 1937. године власт одобрила да буде и званично оформљена радничка уметничка група „Абрашевић“, као огранак истоименог друштва из Београда.
За успехе „Абрашевића“ најзаслужнији је Добривоје Путник, професионални играч Националног ансамбла „Коло“. По реконструкцијама, кроз „Абрашевић“ је прошло између 14 000 и 15 000 активних чланова. Културно-уметничко друштво „Абрашевић“ учествовао је у пратећим програмима „Зимске олимпијаде“ у Сарајеву 1984. и „Универзијаде 1987“ у Загребу, као једини српски представници из Војводине. „Абрашевић“ је носилац преко 500 признања, одликовања, плакета и награда. Неке од тих награда су: Орден заслуга за народ, Првомајска награда савеза синдиката, Награда ослобођења Војводине, „Искра културе Војводине“, Октобарска награда општине Панчево.
Много година је уметнички руководилац била Марија Вукосављевић. На месту уметничког директора је сада Лела Стојнов.